# Enalc Hotel
L'Enalc Hotel di Ostia è un ex albergo di Ostia, nato come hotel scuola alberghiera, oggi è anche sede universitaria, che prende il nome dall'Enalc (Ente Nazionale per l'Addestramento dei Lavoratori del Commercio), un ente statale dismesso.
Attualmente è sede dei corsi di laurea triennali in Ingegneria delle tecnologie per il mare e in Servizi giuridici per la sicurezza territoriale e informatica, operati dall'Università degli Studi Roma Tre, e di una residenza per studenti dedicata a Giulio Regeni e gestita da LazioDisco, nonché della scuola professionale ad indirizzo alberghiero, gestita dalla Città Metropolitana di Roma Capitale.

## Storia
L'edificio fu costruito nel 1959 per ospitare un prestigioso hotel con vista mare, che avrebbe anche formato futuri operatori nel settore alberghiero. 
È situato fronte mare e negli anni ha ospitato diverse personalità di spicco tra cui Mina e Corrado, Frank Sinatra, re Faruk e anche la Nazionale Italiana di Calcio prima dei Mondiali del 1970. 
Nel 1972 la proprietà passò alla Regione Lazio che nel 1975 chiuse l’attività alberghiera aperta al pubblico lasciando la sola scuola, anche se negli anni '80 venne usato come alloggio per le famiglie sfollate dopo la demolizione delle baraccopoli del Borghetto dei Pescatori e l'emergenza alluvionale dell'idroscalo di Ostia. 
Nel 1990 furono stanziati dei fondi per un restauro realizzato ma poi lasciato all’abbandono.
Nel 1996 la scuola alberghiera fu spostata provvisoriamente in un altro edificio in Via delle Quinqueremi, per poi tornare in sede nel 2006 a restauro avvenuto: i nuovi locali furono inaugurati dal sindaco Walter Veltroni; la scuola di formazione, tuttora attiva in coabitazione con la sede universitaria, svolge corsi di obbligo formativo (età 14-18 anni) e per maggiorenni. 
Nel 2017 il presidente della Regione Lazio, Nicola Zingaretti, ha annunciato la conversione dell'edificio in un polo universitario degli studi di Ingegneria delle tecnologie per il mare, legato all'Università degli Studi Roma Tre, con annesso un alloggio per gli studenti intitolato alla memoria di Giulio Regeni. L'inaugurazione è avvenuta il 1º ottobre 2018.
Nel 2019 è stato attivato un nuovo corso di laurea triennale in Servizi giuridici per la sicurezza territoriale e informatica, con l'obiettivo di esaltare il valore culturale e sociale del quartiere di Ostia, valorizzando il tema della sicurezza nelle sue molteplici forme. L'inaugurazione è avvenuta il 21 ottobre 2019 con ospiti il Rettore Luca Pietromarchi e Don Luigi Ciotti.

## Collegamenti
È raggiungibile stazione della ferrovia Roma-Lido Castel Fusano.